# Machimus intricans
Machimus intricans är en tvåvingeart som beskrevs av Becker 1923. Machimus intricans ingår i släktet Machimus och familjen rovflugor. Inga underarter finns listade i Catalogue of Life.